# Подводен комуникационен кабел
Подводен комуникационен кабел е кабел, положен на океанското дъно, който свързва наземни станции, осигуряващи преноса на телекомуникационни сигнали през ширините на световния океан. Първият подводен комуникационен кабел е положен през 1850 г. и е предавал телеграфна информация. Последващите поколения кабели пренасят телефонна информация, след което – цифрова информация (данни). Съвременните кабели (2014 г.) използват оптични влакна, за да предават цифрова информация, включваща телефонен, Internet, и данни.